# Sint-Michielskerk (Ambleteuse)

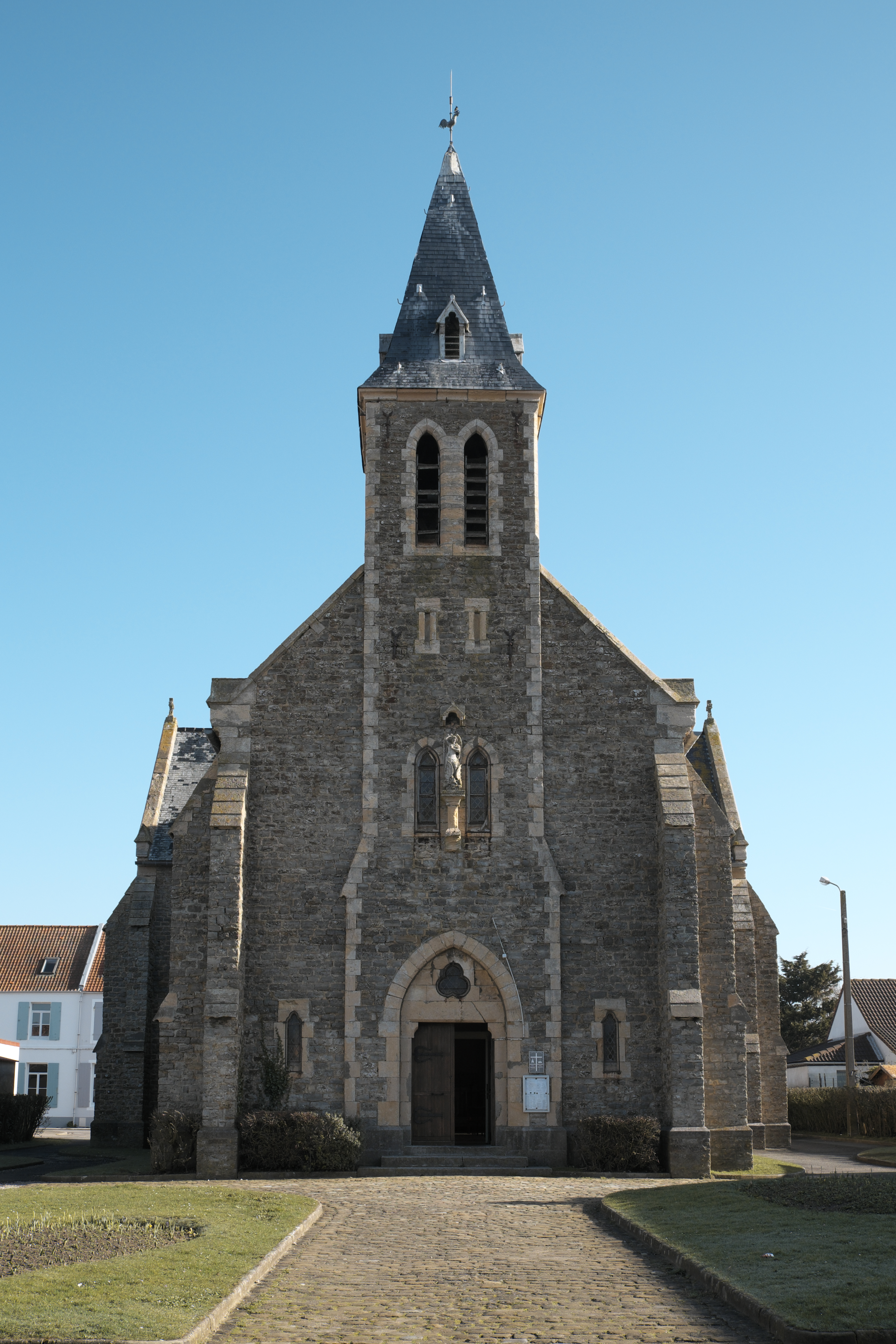
Sint-Michielskerk

De Sint-Michielskerk (Église Saint-Michel) is de parochiekerk van de tot het Franse departement Pas-de-Calais behorende plaats Ambleteuse.
Het betreft een kruiskerk, gebouwd in natuursteenblokken, met voorgebouwde toren en voorzien van steunberen. In de 19e eeuw werd deze kerk herbouwd.
Er is een beeld van Sint-Pieter van Ambleteuse (Saint-Pierre d'Ambleteuse), een metgezel van Augustinus van Canterbury, die hier in het jaar 606 schipbreuk zou hebben geleden toen hij poogde naar Engeland over te steken. Op zijn graf zou een hemels schijnsel zijn waargenomen. Hij werd gezien als een patroon voor de zeelieden en op 29 december is zijn feestdag.